# Rouhangiz Saminejad
Sedigheh Saminejad (en persan : صدیقه سامی نژاد) connue sous le nom de Rouhanguiz (en persan: روح انگیز), née en 1916 à Bam (Province de Kerman) et décédée en 1997 à Téhéran, est une actrice iranienne.

## Carrière
Elle est la première actrice iranienne du premier film parlant en persan, Dokhtar Lor (La fille Lor) d'Ardeshir Irani, réalisateur d’origine indienne.
À la suite du grand succès de Dokhtar Lor en Iran, Rouhanguiz joue son second film, Shirin va Farhad (Shirin et Farhad), toujours avec Abdolhossein Sepanta comme acteur et réalisateur.

## Biographie
Sedigheh Saminejad est née le 23 juin 1916 à Bam, de la province Kerman en Iran. En 1929, elle part avec son mari, M. Damavandi pour Bombay où ce dernier avait trouvé un emploi dans le studio Imperial film. Après 18 ans de séjour à Bombay, Rouhanguiz retourne chez elle en Iran. Elle était infirmière de profession.
Saminejad vivait au rez-de-chaussée d’une maison à deux étages située dans la rue Sarvestan 6 de l’Avenue Pasdaran à Téhéran jusqu’à son décès, le 29 avril 1997, à l’âge de 81 ans. Son corps a été enterré au cimetière de Behesht-e Zahra.

## Filmographie
- 1933: Dokhtar Lor d’Ardeshir Irani
- 1934: Shirin va Farhad  d’Abdolhossein Sepanta
- 1934: Ferdowsi d’Abdolhossein Sepanta